# International visual theatre
L'International Visual Theatre (IVT) è una compagnia teatrale specializzata in ricerca linguistica e pedagogica sulla lingua dei segni internazionale (International Signs).

## Storia
Fondato nel 1976 da Jean Grémion, scrittore, giornalista e regista teatrale francese, e da Alfredo Corrado, artista sordo italo-americano, l'IVT è attualmente diretto da Emmanuelle Laborit.

Situato presso il castello di Vincennes, l'IVT ha aperto dal 2004 un suo teatro nel luogo dove si trovava originariamente il Grand Guignol a Parigi, con l'obiettivo di far conoscere il mondo della sordità e favorire la produzione teatrale con attori sordi.